# 埃普瓦斯奶酪
埃普瓦斯奶酪（法語：époisses，法語發音：[epwas] ⓘ），又称勃艮第埃普瓦斯奶酪 (Époisses de Bourgogne，[epwas də buʁɡɔɲ]），產自法國勃艮第地区，以小镇埃普瓦斯命名。埃普瓦斯芝士重454克，呈小圓盤狀，芝士肉質地柔軟，味道濃烈。此芝士的濃烈味道來自成熟期間以渣釀白蘭地洗刷外殼得來。值得一提的是，大仲馬的三劍俠當中，波托斯最愛吃的正是這種芝士。